# Nagamine Kaori
Nagamine Kaori (長峯 かおり; Hepburn: Nagamine Kaori) (Tokió, 1968. június 3. –) japán válogatott labdarúgó.

## Klub
A labdarúgást a Shinko Seiko FC Clair csapatában kezdte. 1999 és 2003 között az Olaszországban játszott. 2003-ban visszatért Japánba a Suzuyo Shimizu FC Lovely Ladies csapatához. 1999-ben vonult vissza.

## Nemzeti válogatott
1984-ben debütált a japán válogatottban. A japán válogatott tagjaként részt vett az 1991-es és az 1995-ös világbajnokságon. A japán válogatottban 64 mérkőzést játszott.

## Statisztika
| Japán válogatott | Japán válogatott | Japán válogatott |
| Időszak          | Mérk.            | gól              |
| ---------------- | ---------------- | ---------------- |
| 1984             | 1                | 0                |
| 1985             | 0                | 0                |
| 1986             | 13               | 12               |
| 1987             | 4                | 1                |
| 1988             | 3                | 1                |
| 1989             | 10               | 13               |
| 1990             | 6                | 7                |
| 1991             | 12               | 5                |
| 1992             | 0                | 0                |
| 1993             | 4                | 5                |
| 1994             | 5                | 2                |
| 1995             | 5                | 2                |
| 1996             | 1                | 0                |
| Összesen         | 64               | 48               |

## Sikerei, díjai
Japán válogatott
- Ázsia-kupa:  Ezüst; 1986, 1991, 1995,  Bronz; 1989, 1993

Egyéni
- Az év Japán csapatában: 1990